# Jean-Louis-Alai Touzet du Vigier
Jean-Louis-Alai Touzet du Vigier, francoski general, * 10. oktober 1888, † 16. avgust 1980.